# 1653

## Родени
- август – Йохан Пахелбел, немски композитор
- 17 февруари – Арканджело Корели, италиански композитор
- 5 юли – Томас Пит, британски предприемач

## Починали
- 3 септември – Клавдий Салмазий, френски лингвист и учен